# Dolichopeza (Dolichopeza) gaba
Dolichopeza (Dolichopeza) gaba is een tweevleugelige uit de familie langpootmuggen (Tipulidae). De soort komt voor in het Australaziatisch gebied.